# HD36366
HD36366 є хімічно пекулярною зорею спектрального класу
B9 й має видиму зоряну величину в смузі V приблизно  8,9.
Вона  розташована на відстані біля  Infinit світлових років від Сонця.